# Implementación de una marca
En mercadotecnia, la aplicación o implementación de una marca se refiere a la representación física y aplicación coherente de la identidad de una marca a través de los medios de comunicación visual y verbal. En términos visuales, esto puede incluir la señalización, los uniformes, diseño de interiores y productos de la marca. La implementación de una marca abarca facetas de arquitectura, diseño de productos, diseño industrial, topografía, ingeniería, abastecimiento, gestión de proyectos y diseños al menudeo.
La aplicación de una marca es una parte integral del ciclo de la marca y debe iniciarse durante el diseño de la marca y la fase de desarrollo. La implementación de la marca es la aplicación continua y coherente de la imagen de la marca en todas las unidades de negocios, canales y medios de comunicación.
Esto se refiere a la comercialización del producto y la marca como un todo unificado. La aplicación de la marca es un proceso continuo que requiere el control de la imagen de la marca y su presencia a pesar de los cambios en los mercados y estructura de las empresas.

## Antecedentes
La implementación de la marca surgió como una disciplina en la década de 1990, cuando los propietarios de marcas reconocieron la necesidad de la coherencia de una misma marca en todos sus productos.Tradicionalmente, la implementación de la marca fue manejada por partes, incluyendo compras, diseñadores de interiores y compañías externas. La falta de una gestión centralizada en este proyecto causó inconsistencias, mientras que la irregularidad de información significaba que los proveedores tenían demasiado control sobre cuestiones de la marca. La implementación de la marca fue consecuentemente acuñada como un término general para todos los aspectos de la aplicación y el mantenimiento de activos de marcas físicas, desde entonces. 

## Problemas claves
La experiencia de más de 80 compañías operando a nivel global muestra que la falta de planeación antes de un cambio de marca, evita que la implementación se realice de manera consistente y con completo control y eso constituye un problema clave en el proceso de la implementación de una marca. Ocho grandes obstáculos se interponen en el camino de una implementación efectiva : 
- Comunicación inadecuada
- No realizar análisis de la situación y de las necesidades
- La falta de consecuencias
- Procesos indefinidos
- Estructuras organizacionales fragmentadas.[3]
- No considerar todos los puntos de contacto dentro de la organización[4]
- Falta de una estrategia de localización[5]
- Ausencia de una estrategia de gestión de la marca[6]

## Lógica y magia
la implementación de la marca no implica el diseño o creación de la identidad de marca; las agencias de aplicación de la marca trabajan en estrecha colaboración con las agencias de branding para asegurarse de que su trabajo se aplica de forma precisa y consistente. Esta relación se conoce como magia y lógica ( rutas del mercado, RTM, de la Cadena de Suministro de Marketing Internacional ). Las agencias de Branding cuidan la magia (creatividad ) y las agencias de aplicación de la marca se ocupan de la Lógica (aplicación).

## Especialistas internacionales de la implementación de una marca
Hay un numeroso grupo de empresas en todo el mundo que han sido pioneros en la creación y evolución de la disciplina de la aplicación de una marca. Estos pioneros no crean las identidades o estrategias de marca vistos en el mundo, sino que centran todo su tiempo y energía hacia la mecánica de negocios y marcas registradas y se aseguran que la marca se implemente con la eficiencia en costos, efectividad, calidad y el impacto adecuados a través de todos los activos de la marca (señalización, flota, documentos y formularios, Tecnologías de Información, uniformes, insignias de identificación, etc.). Estas empresas son:
- Beige & Co (red global con sede en Estados Unidos)
- BrandActive (sede en Estados Unidos y Canadá)
- Brand Strategy (sede en Seattle )
- Endpoint Archivado el 5 de mayo de 2015 en Wayback Machine.(sede internacional en Londres, Dubái y Doha)
- Global Image Management (sede en Reino Unido)
- NykampNyboer (sede en países bajos)
- Principle Group (sede en Reino Unido)
- Resource Cube (sede en Taiwán)
- VIM Group (sede en Reino Unido)
- VibiGroup (sede en Reino Unido)
- WIIN Solutions (sede en Sídney)